# Auguste Couder
Louis-Charles-Auguste Couder o Auguste Couder (Londres, 1 de  abril de 1789-París, 21 de julio de 1873) fue un pintor francés.

## Biografía
Discípulo de Jean-Baptiste Regnault y de Jacques Louis David, fue miembro de la Academia de Bellas Artes y oficial de la Legión de Honor. Casado con Cornelia Stouf, hija del escultor Jean-Baptiste Stouf. El escultor Théophile Bra la retrató en un medallón en mármol. 
Disfrutó de la amistad del naturalista francés afincado en Santa Cruz de Tenerife Sabin Berthelot.
Al morir, en 1873, fue enterrado en el Cementerio del Père-Lachaise.

## Obra
- Museo Histoire de France (Versailles)
  - La batalla de Yorktown (1836)
  - Ouverture des États généraux à Versailles, 5 mai 1789 (1839)
  - Retrato de Mehmet Alí, Virrey de Egipto (1841)
  - El juramento en la sala del Juego de la pelota, 20 de junio de 1789 (1848)
  - Installation du Conseil d'État au palais du Petit-Luxembourg, 25 décembre 1799 (1856)

- Museo del Louvre
  - L'Eau, ou Combat d'Achille contre le Scamandre et le Simoïs (1819)
  - La Terre, ou Le Combat d'Héraclès et Antée (1819)
  - Napoléon I visitant l'escalier du Louvre sous la conduite des architectes Percier et Fontaine (1833)

- La muerte du general Moreau, 1814, huile sur toile, Museo Beaux-arts de Brest

- Tanneguy du Châtel sauvant le Dauphin (1827), Museo Beaux-arts de Rennes

- La Mort de Masaccio (1817), San Petersburgo, Museo del Ermitage

## Galería

Obras de Auguste Couder
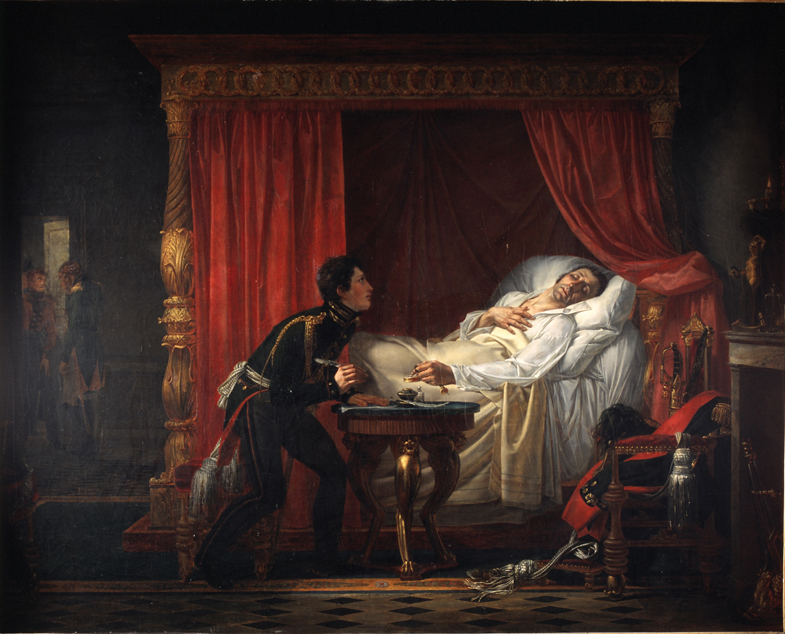
La Mort du général Moreau (1814), Museo de Bellas Artes de Brest.
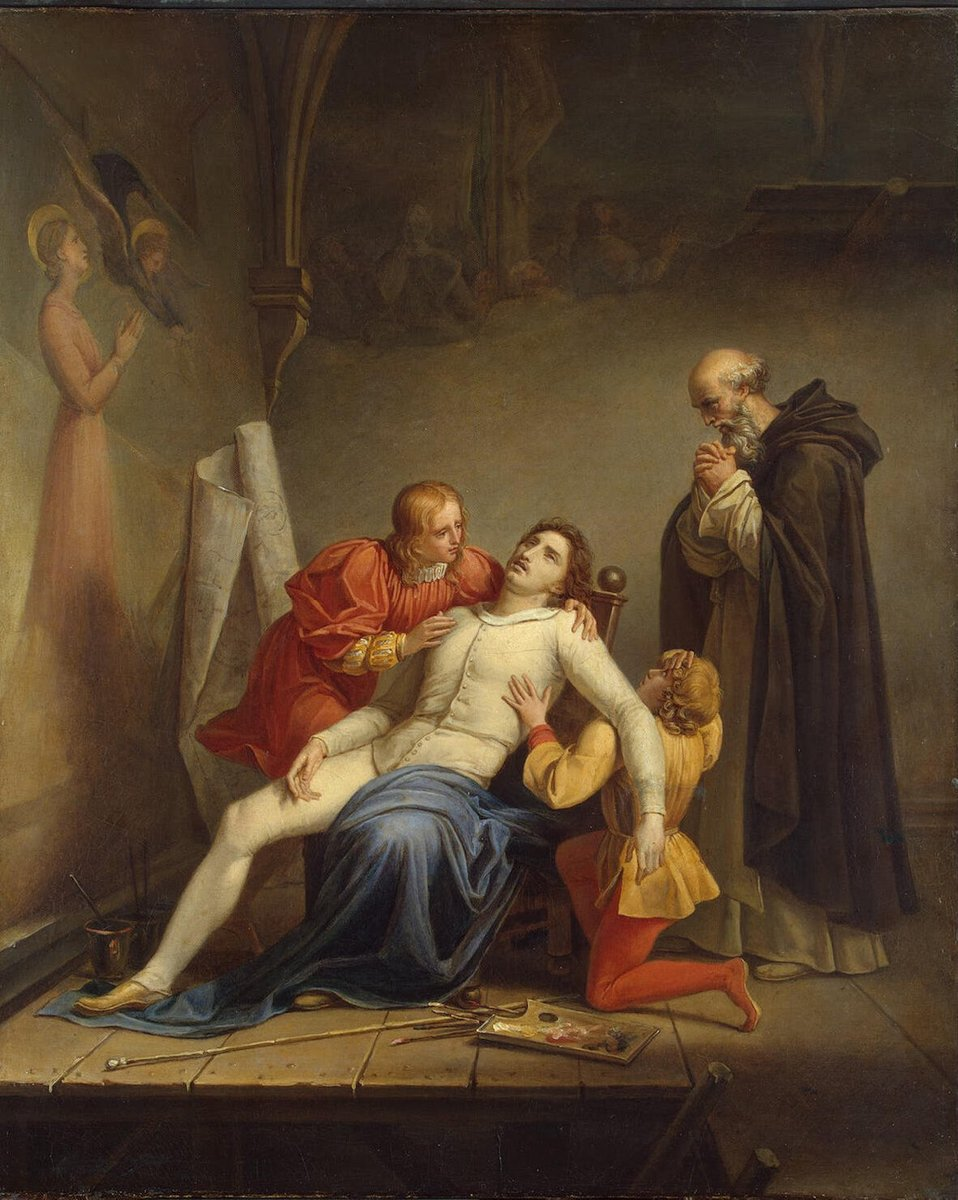
La Mort de Masaccio (1817), San Petersburgo, Museo del Ermitage.
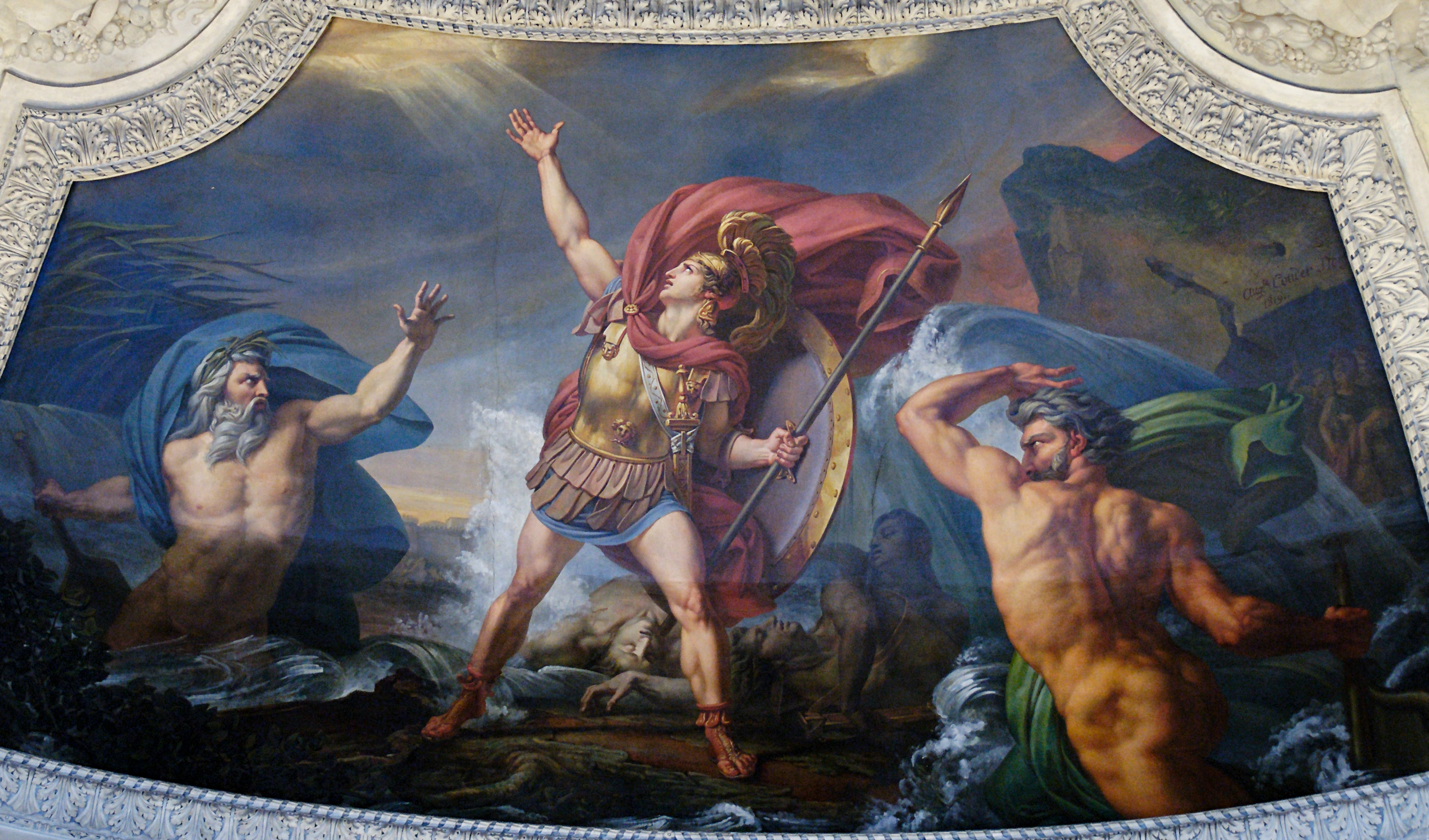
El agua, o Combate de Aquiles contra el Escamandro y el Simois (1819), París, Museo del Louvre
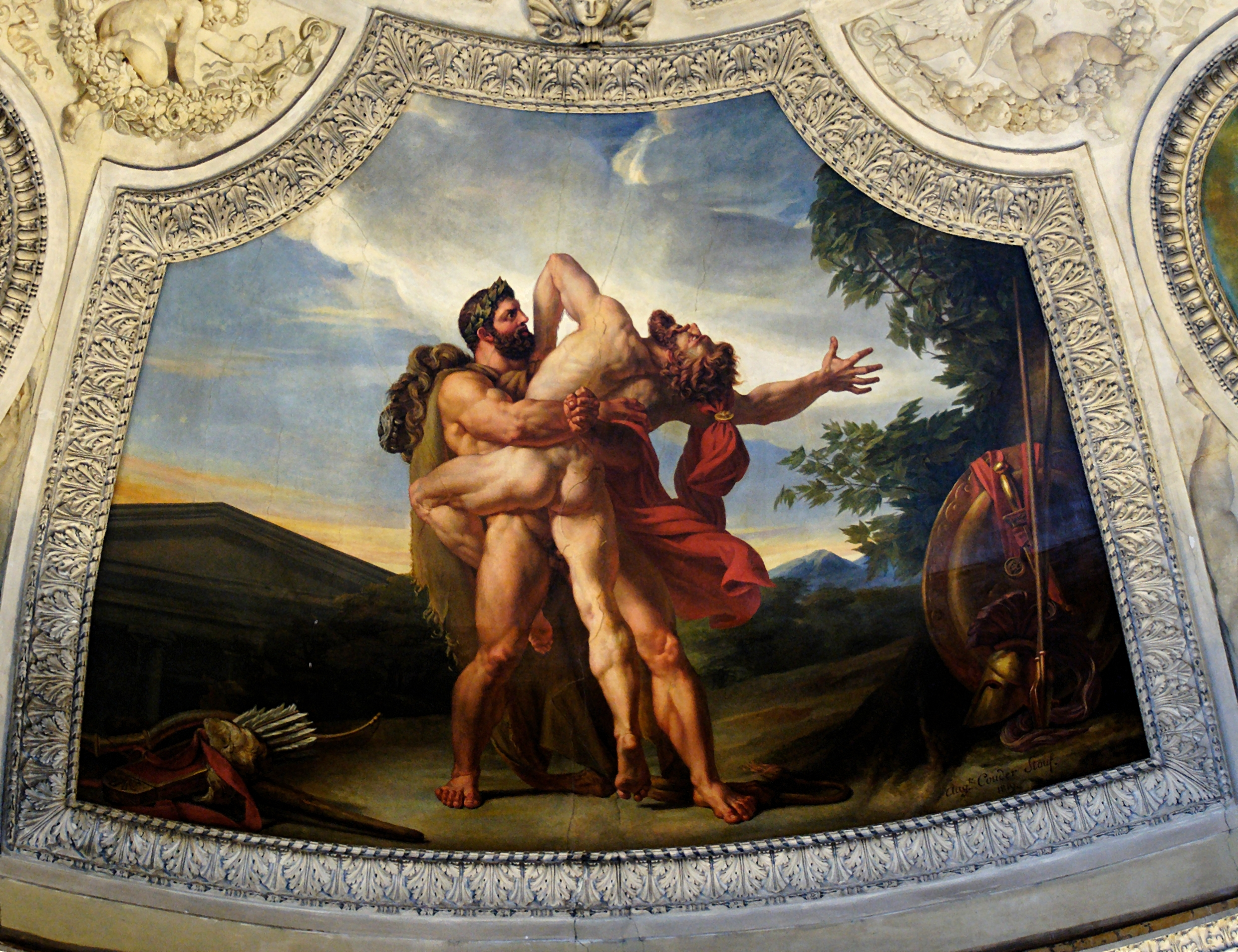
La Terre, ou Le Combat d'Héraclès et Antée (1819), París, Museo del Louvre.
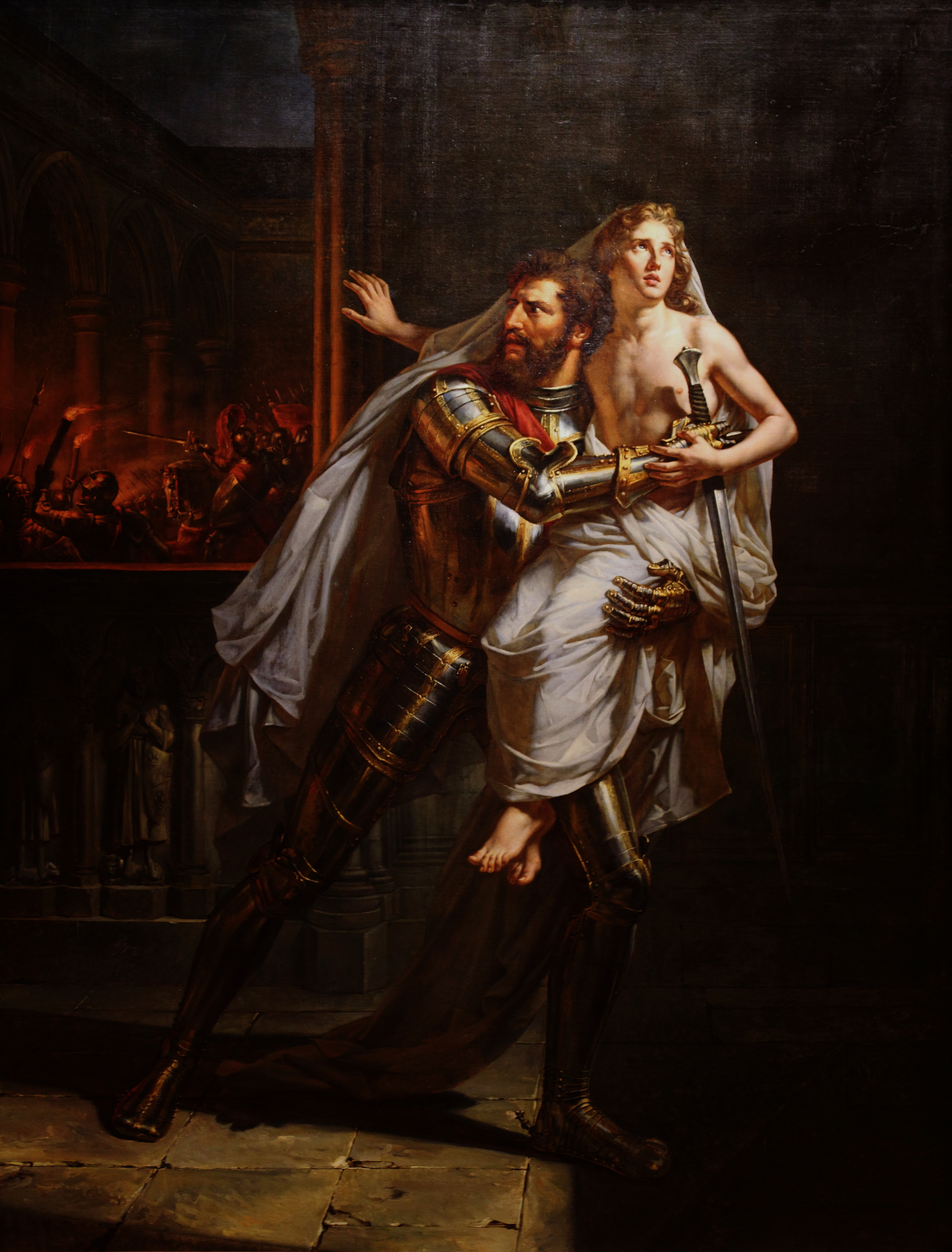
Tanneguy du Châtel sauvant le Dauphin (1827), Museo Beaux-arts Rennes.
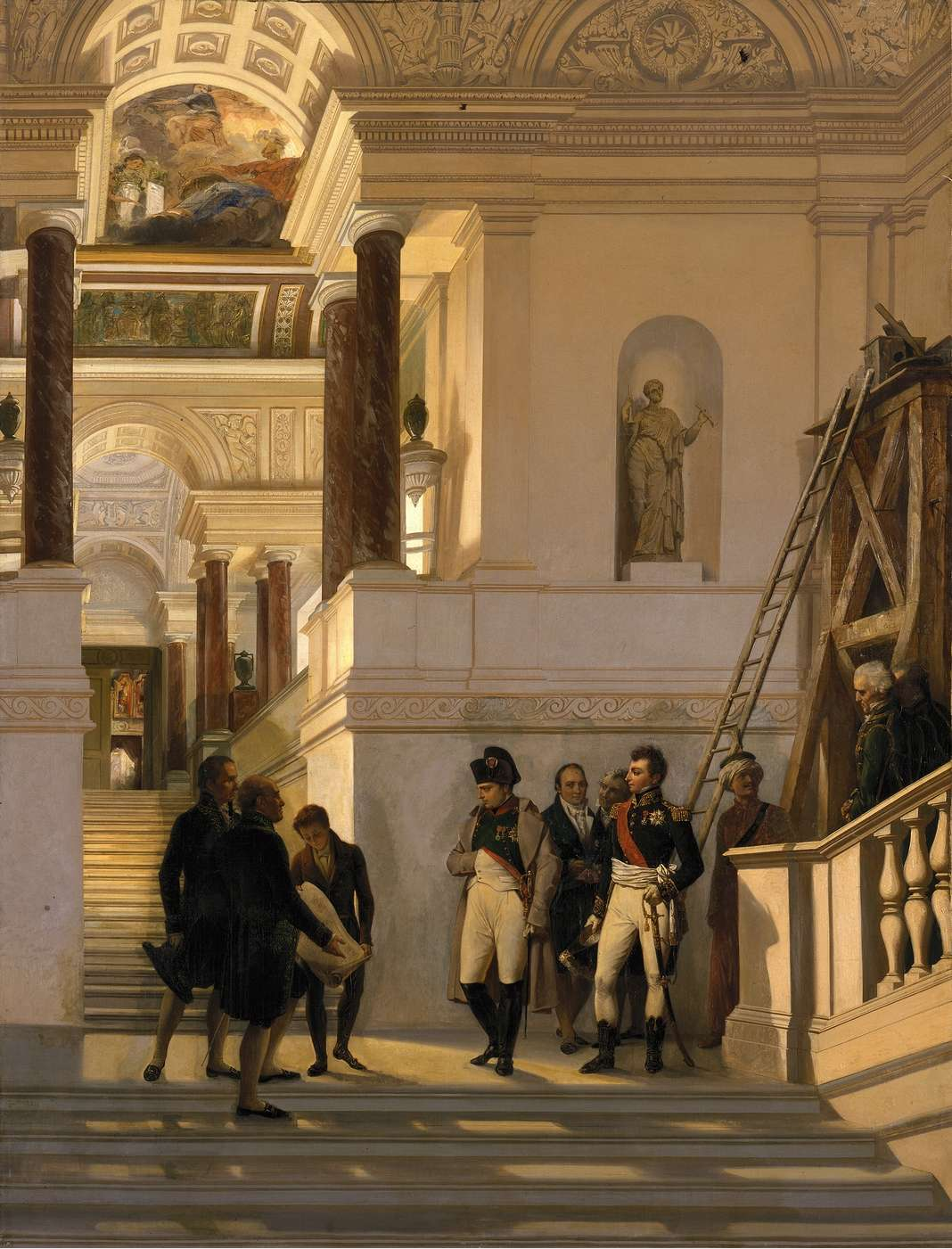
Napoléon I visitant l'escalier du Louvre sous la conduite des architectes Percier et Fontaine (1833), París, Museo del Louvre.
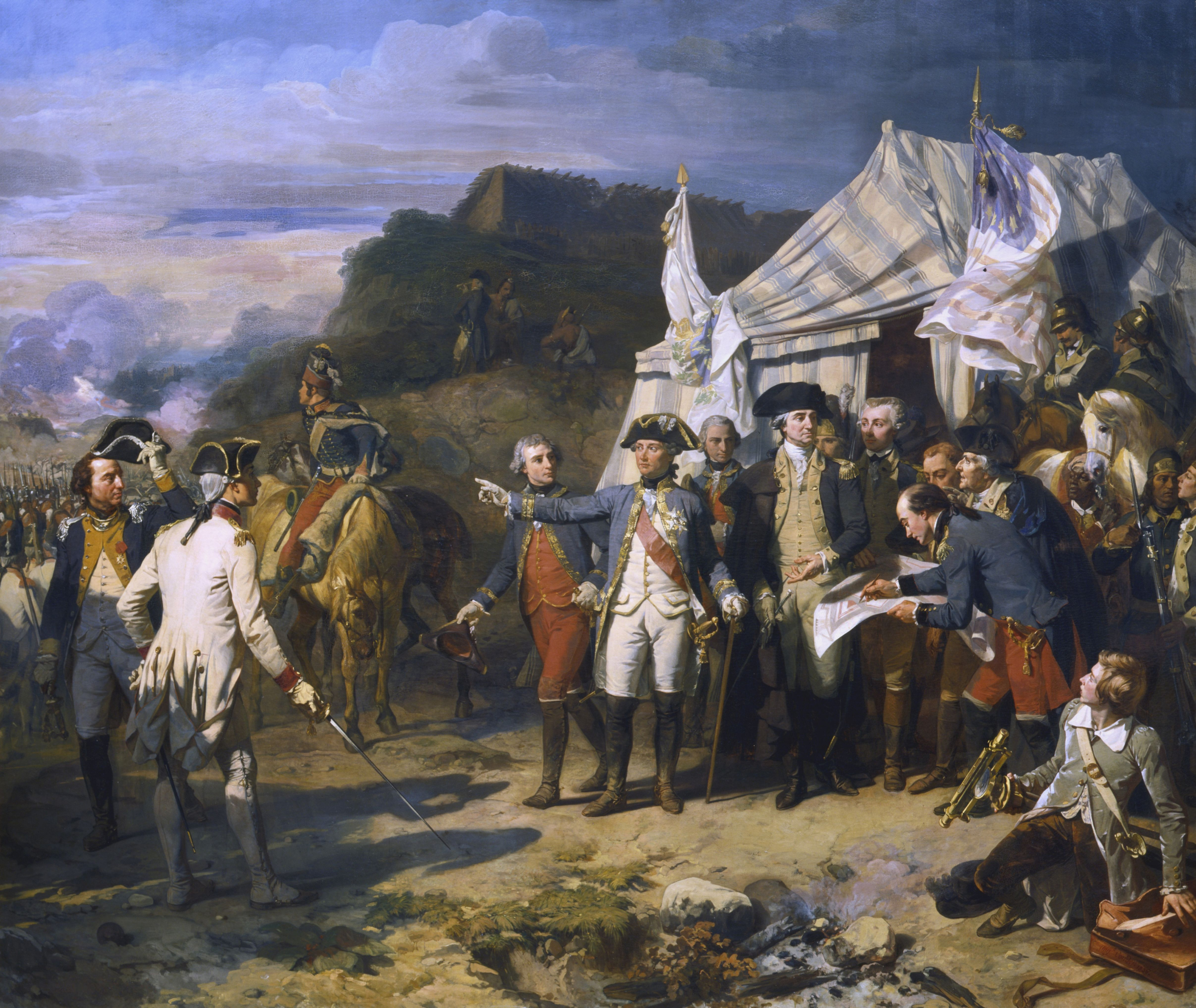
La Bataille de Yorktown (1836), Museo Histoire de France (Versalles).
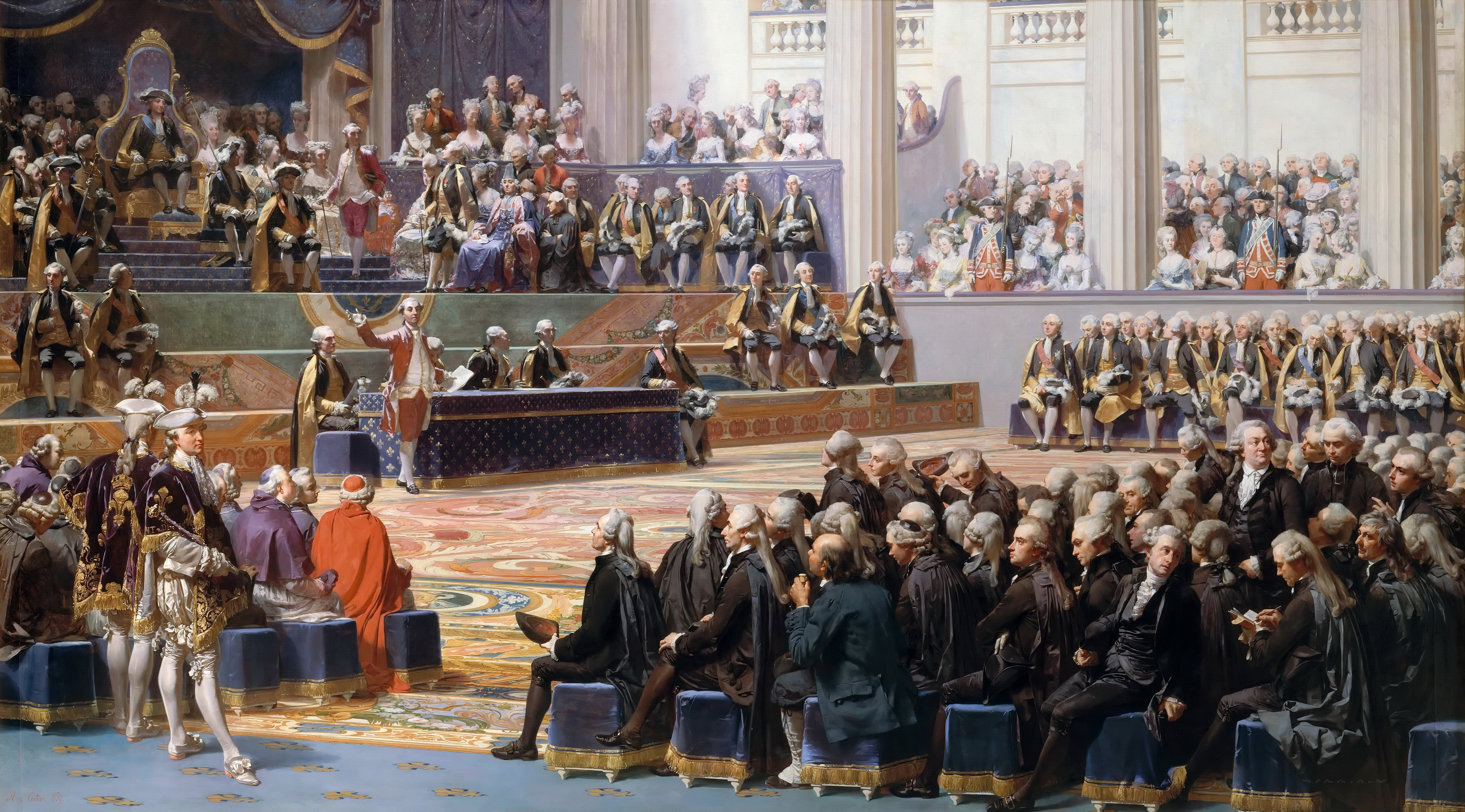
Ouverture des États généraux à Versailles, 5 mai 1789 (1839), Museo Histoire de France (Versalles).
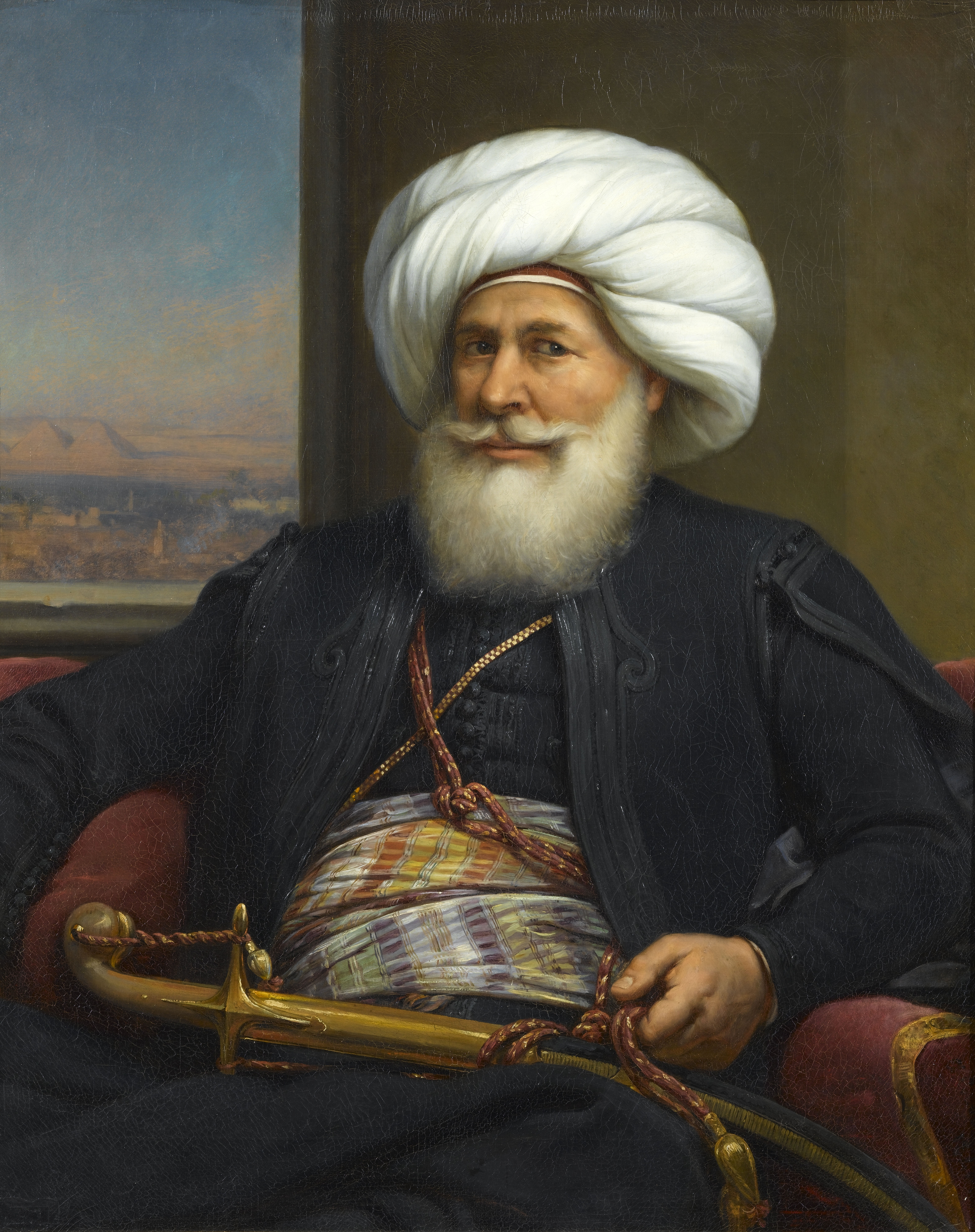
Méhémet-Ali, Vice-roi d'Égypte (1841), Museo Histoire de France (Versalles).
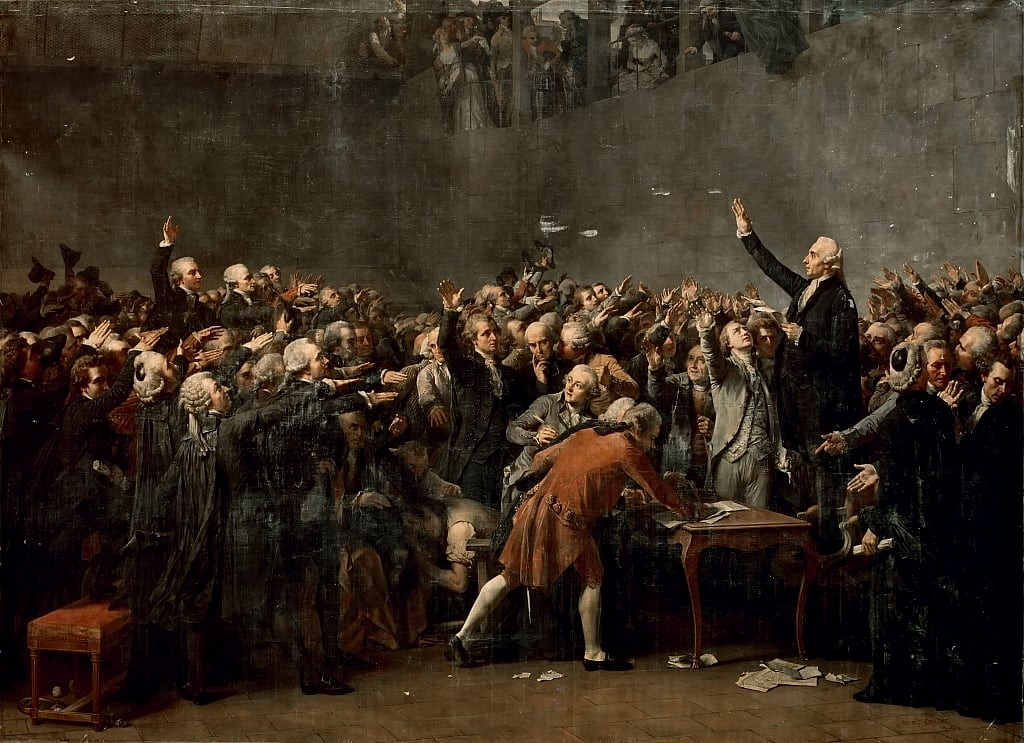
Le Serment du Jeu de Paume, 20 juin 1789 (1848), Museo de la Revolución francesa.
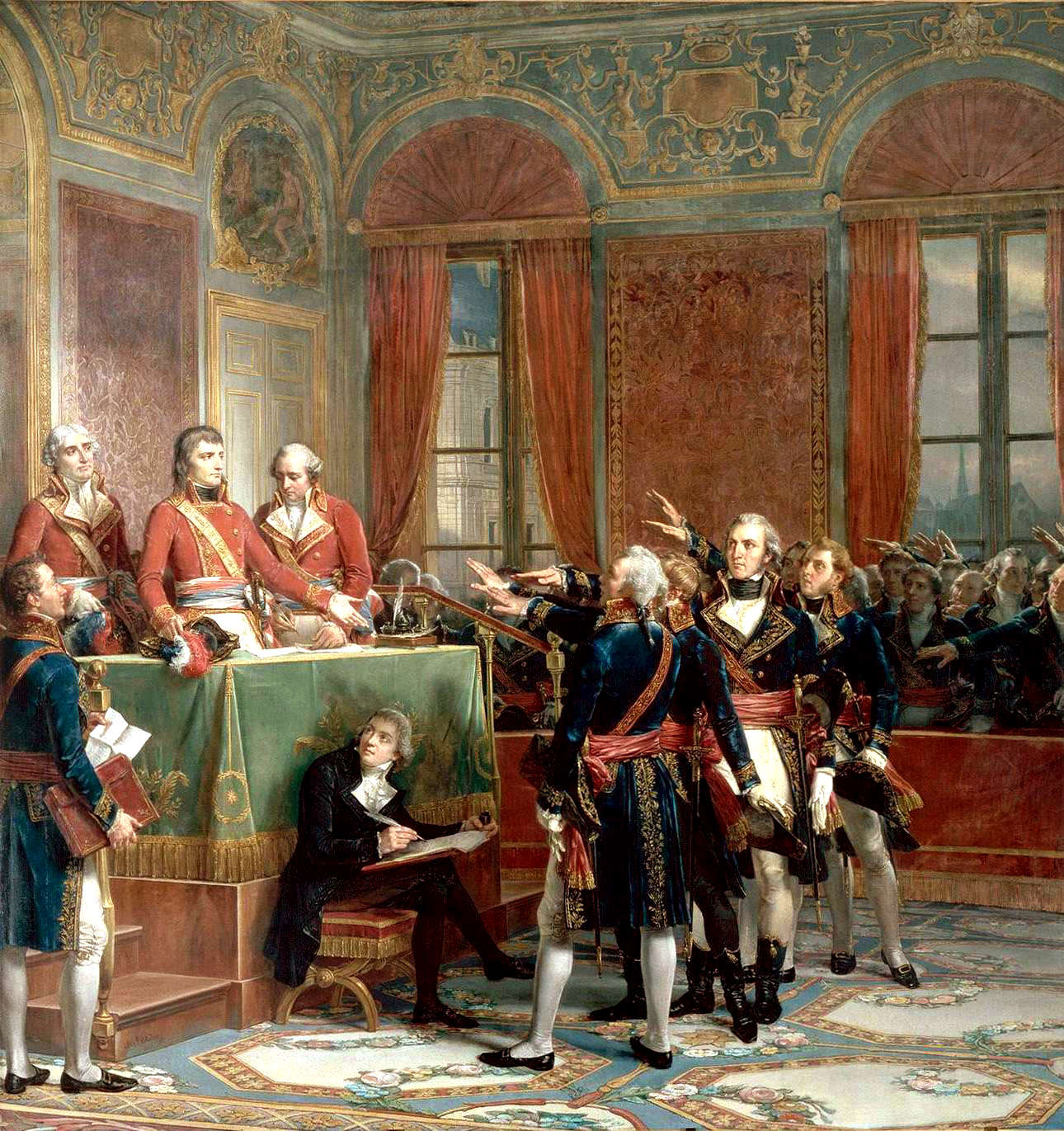
Installation du Conseil d'État au palais du Petit-Luxembourg, 25 décembre 1799 (1856), Museo Histoire de France (Versalles).